# Jean Gisclard
Pour les articles homonymes, voir Gisclard.
Jean Gisclard est un homme politique français né le 4 octobre 1798 à Saint-Juéry (Tarn) et décédé le 15 novembre 1871 à Albi (Tarn).

## Biographie
Entré à l'école polytechnique, il devient par la suite distillateur. Président du tribunal de commerce d'Albi sous la monarchie de Juillet, il est député du Tarn en 1848, siégeant à droite, puis de 1852 à 1863, siégeant dans la majorité soutenant le Second Empire. Il est maire d'Albi en 1852.

## Sources
- « Jean Gisclard », dans Adolphe Robert et Gaston Cougny, Dictionnaire des parlementaires français, Edgar Bourloton, 1889-1891 [détail de l’édition]